# Werkswohnanlage Fröbelstraße

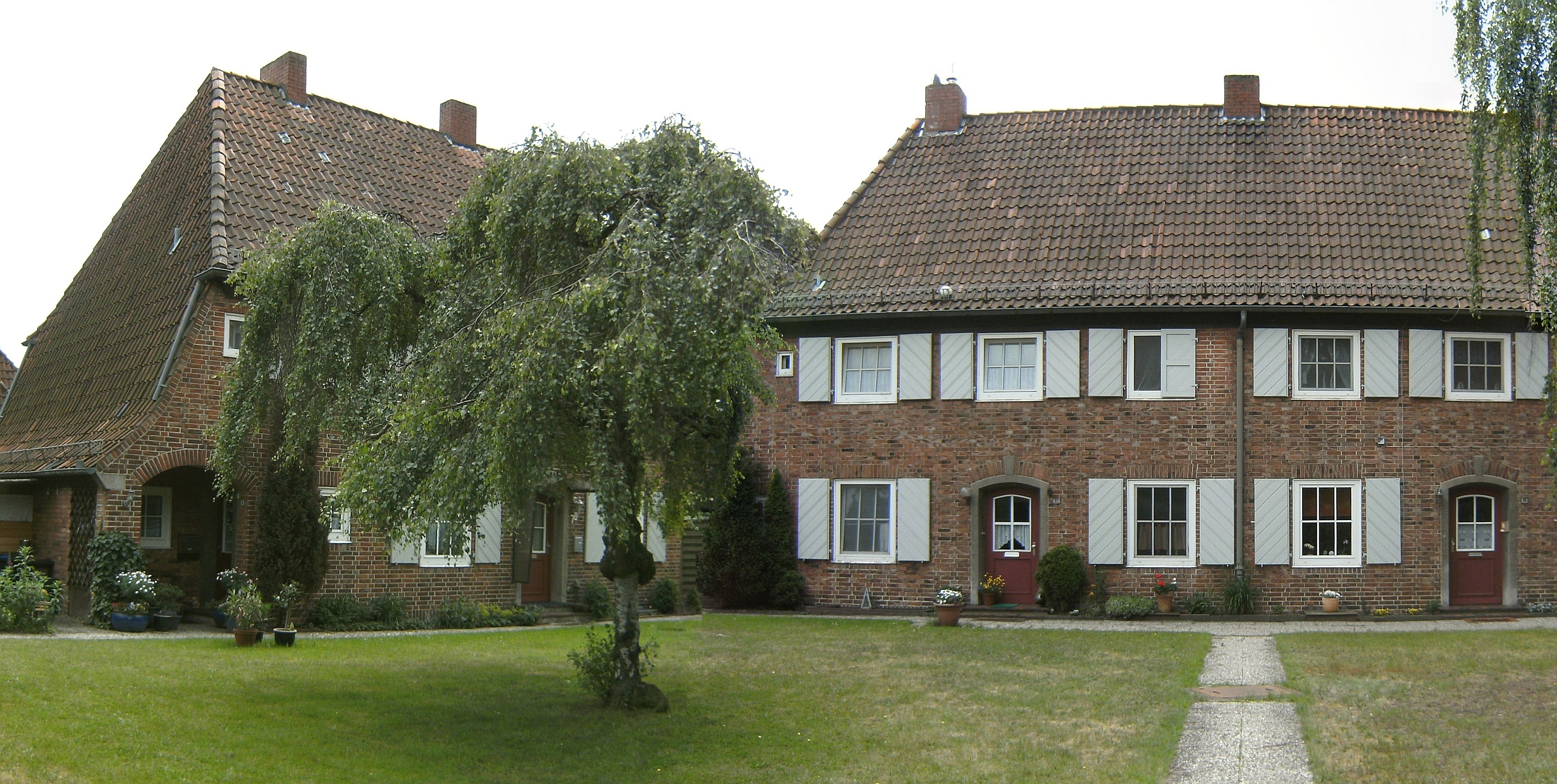
Werkswohnanlage: Hier Froebelstrasse 76–80

Die Werkswohnanlage Fröbelstraße befindet sich in Bremen, Stadtteil Vegesack, Ortsteil  Fähr-Lobbendorf, Fröbelstraße 60–90. Die Gebäudegruppe entstand 1939 nach Plänen von Rudolf Jacobs. Sie steht seit 2013 unter Bremer Denkmalschutz.

## Geschichte
Die Schiffswerft Bremer Vulkan wuchs nach dem Ersten Weltkrieg erheblich. Nach 1920 stieg die Mitarbeiterzahl ständig auf über 4000. Der Vulkan war gezwungen für die zuwandernden Arbeiter Werkswohnungen möglichst in der Nähe der Werft zu bauen.
Der Bremer Vulkan errichtete vor und nach dem Ersten Weltkrieg zahlreiche Werkswohnungen für seine „Vulkanesen“;    erschwingliche Arbeiterhäuser und -wohnungen in der Nähe der Werft (Siehe auch Werkswohnhaus Weserstraße).
Die 1939 geplante benachbarte Siedlung mit 22 Bauten in der damaligen Gemeinde Aumund, zwischen Lindenstraße und Werftgelände, konnte nur in einem Bauabschnitt an der damaligen Schulstraße, heute Fröbelstraße, realisiert werden. 
Diese sogenannte „Gefolgschaftssiedlung“ wurde staatlich finanziell gefördert, da sie im Interesse der Kriegsmarine stand. Die fünf konservativ gestalteten zweigeschossigen Wohnhäuser mit  Walmdächern verfügten jeweils über einen Stallanbau. Zwei Vierfamilienhäuser stehen an der Straße, ein Vierfamilienhaus steht zurückgesetzt, flankiert von zwei Zweifamilienhäusern. Das Ensemble bildet um einen Hof eine u-förmige Anlage. Die weiteren Bauabschnitte wurden kriegsbedingt nicht mehr realisiert.  
Die sanierten Wohngebäude blieben erhalten, die Werft wurde 1997 aufgelöst. 
Der Bremer Architekt Jacobs hat unter vielen  anderen Bauten in Bremen das Park Hotel Bremen, den Lloyd-Bahnhof und das Postamt Bremen 5 entworfen.